# أندري سافين
أندري سافين (الروسية: Савин, Андрей Сергеевич) هو لاعب كرة قدم روسي، ولد في 30 أغسطس 1999 في كيروف في روسيا.